# Mogome
Mogome – wieś w Botswanie w dystrykcie Central. Według spisu ludności z 2011 roku wieś liczyła 540 mieszkańców.